# Чореску
Чоре́ску (рум. Ciorescu) — село в Молдавии, административный центр одноимённой коммуны, в которую входят также сёла Гоян и Фаурешты.
Коммуна Чореску входит в сектор Рышкановка муниципия Кишинёв и расположена в 10 км от столицы Молдавии.
В коммуне Чореску действуют социально-культурные учреждения - центр здоровья Чореску, почтовое отделение, аптека, библиотеки, центр молодых биологов (натуралистов), центр культуры, молодежи и спорта.
Многие жители работают в Кишинёве. Коммуна связана со столицей автобусным маршрутом номер 47.

## История
Село образовано 19 января 1967 года из населённого пункта Молдавского НИИ животноводства и ветеринарии.
Изначально село называлось Крикова-Ноуэ. 27 мая 1992 года получило современное название.